# Ди Реста, Пол
Пол ди Ре́ста (англ. Paul di Resta, род. 16 апреля 1986, Уэст-Лотиан, Шотландия) — британский автогонщик, чемпион DTM в сезоне 2010 года. С 2011 по 2013 годы выступал в Формуле-1 в составе команды Force India, в 2017 году участвовал в Гран-при Венгрии в составе Williams.

## Персональные данные
Пол происходит из семьи выходцев из Тосканы. Его двоюродный брат — Дарио Франкитти — также автогонщик.
После развода родителей Пол остался с отцом, и, проводя много времени с Франкитти, увлёкся автоспортом.

## Гоночная карьера
Пол начал свою карьеру в 1994 году с картинга. Он выступал в картинговых турнирах до 2001 года, за это время успев завоевать множество титулов. В 2003 году ди Реста дебютировал в Зимней серии Британской Формулы-3, набрал в ней 233 очка и занял седьмую позицию, уже в следующем году британец сумел с 415 очками стать бронзовым призёром чемпионата. Также в 2004 году он провёл 3 гонки в Еврокубке Формулы-Рено 2.0.
В 2005 году ди Реста принял участие в Евросерии Формулы-3, где с 32 очками стал десятым. В 2006 году, после смены команды, он набрал уже 86 очков, благодаря чему стал чемпионом. В 2007 г. Пол становится гонщиком DTM, и уже в первом же сезоне с 32 очками занимает пятое место. В 2008 году его результаты улучшаются: 71 очко и титул серебряного призёра. В сезоне 2009 британский пилот занимает третье место по итогам сезона, а в сезоне 2010 — первое.
В 2011 году, после трёх сезонов пребывания тест-пилотом в командах «Макларен» и «Форс Индия», Пол становится боевым пилотом последней. В первом для себя сезоне он 7 раз приезжал в очковую зону, всего набрал 27 очков и занял 13-е место. В 2012 году ди Реста, уже с девятью гонками с попаданиями в очковую зону, зарабатывает 46 очков, однако по итогам сезона становится только 14-м. В 2013 году, с 48 очками, гонщик становится 12-м, за три сезона так и не сумев попасть в десятку лидеров.
В 2014 году, уже не сумев найти место в Формуле-1, Пол вернулся в DTM. В этом сезоне он занял 15-е место, в сезоне 2015 — восьмое. С 2016 года ди Реста продолжает карьеру в немецком чемпионате.

## Результаты выступлений

### Результаты вЕвросерии Формулы-3
| Легенда к таблице |                                                                    |
| --- | ------------------------------------------------------------------ |
| В таблице перечислены результаты всех Гран-при Формулы-1, в которых принимал участие гонщик. Строками таблицы являются сезоны, столбцами — этапы чемпионата мира. В каждой клетке указаны сокращённое название этапа и результат, дополнительно обозначенный цветом. Расшифровка обозначений и цветов представлена в нижеследующей таблице. |                                                                    |
| \| Пример \| Описание \| \| ------------ \| ------------------------------------------------------------------ \| \| 1 \| Победитель \| \| 2 \| Второе место \| \| 3 \| Третье место \| \| 5 \| Финишировал, заработав очки \| \| Сход \| Не финишировал, но при этом заработал очки \| \| 12 \| Финишировал, не получив очков \| \| НКЛ \| Финишировал, но не попал в финальную классификацию \| \| 15 \| Участвовал вне зачёта, либо по отдельной классификации \| \| 18 \| Не финишировал, но попал в финальную классификацию \| \| Сход \| Не финишировал \| \| НКВ \| Не прошёл квалификацию \| \| НПКВ \| Не прошёл предквалификацию \| \| ДСК \| Дисквалифицирован \| \| ИСК \| Исключён из протокола соревнований \| \| ТТ \| Заявлен для участия только в тренировках \| \| НС \| Участвовал в квалификации, но не стартовал в гонке \| \| Т \| Травмирован или болен \| \| ОТК \| Отказ от участия \| \| НТР \| Прибыл на соревнования, но на трассу не выезжал \| \| НПР \| Был заявлен в числе участников, но не прибыл к началу соревнований \| \| О \| Соревнования отменены \| \| \| Не участвовал \| \| Поул-позиция \| \| \| Быстрый круг \| \| |                                                                    |
| Пример | Описание                                                           |
| 1 | Победитель                                                         |
| 2 | Второе место                                                       |
| 3 | Третье место                                                       |
| 5 | Финишировал, заработав очки                                        |
| Сход | Не финишировал, но при этом заработал очки                         |
| 12 | Финишировал, не получив очков                                      |
| НКЛ | Финишировал, но не попал в финальную классификацию                 |
| 15 | Участвовал вне зачёта, либо по отдельной классификации             |
| 18 | Не финишировал, но попал в финальную классификацию                 |
| Сход | Не финишировал                                                     |
| НКВ | Не прошёл квалификацию                                             |
| НПКВ | Не прошёл предквалификацию                                         |
| ДСК | Дисквалифицирован                                                  |
| ИСК | Исключён из протокола соревнований                                 |
| ТТ | Заявлен для участия только в тренировках                           |
| НС | Участвовал в квалификации, но не стартовал в гонке                 |
| Т | Травмирован или болен                                              |
| ОТК | Отказ от участия                                                   |
| НТР | Прибыл на соревнования, но на трассу не выезжал                    |
| НПР | Был заявлен в числе участников, но не прибыл к началу соревнований |
| О | Соревнования отменены                                              |
| | Не участвовал                                                      |
| Поул-позиция |                                                                    |
| Быстрый круг |                                                                    |

| Год  | Команда          | 1          | 2          | 3       | 4       | 5         | 6        | 7       | 8       | 9       | 10       | 11      | 12       | 13       | 14         | 15       | 16      | 17         | 18        | 19         | 20        | Позиция | Очки |
| ---- | ---------------- | ---------- | ---------- | ------- | ------- | --------- | -------- | ------- | ------- | ------- | -------- | ------- | -------- | -------- | ---------- | -------- | ------- | ---------- | --------- | ---------- | --------- | ------- | ---- |
| 2005 | Manor Motorsport | ХОК 1 сход | ХОК 2 17   | ПО 1 14 | ПО 2 НС | СПА 1 ДСК | СПА 2 5  | МОН 1 8 | МОН 2 6 | ОШЕ 1 4 | ОШЕ 2 4  | НОР 1 3 | НОР 2 8  | НЮР 1 23 | НЮР 2 сход | ЗАН 1 14 | ЗАН 2 5 | ЛАУ 1 сход | ЛАУ 2 ДСК | ХОК 1 сход | ХОК 2 ДСК | 10-й    | 32   |
| 2006 | ASM Formule 3    | ХОК 1 3    | ХОК 2 сход | ЛАУ 1 2 | ЛАУ 2 3 | ОШЕ 1     | ОШЕ 2 14 | БРХ 1   | БРХ 2 5 | НОР 1   | НОР 2 18 | НЮР 1 2 | НЮР 2 13 | ЗАН 1    | ЗАН 2 14   | КАТ 1 10 | КАТ 2 6 | БУГ 1      | БУГ 2 6   | ХОК 1 сход | ХОК 2 6   | 1-й     | 86   |

### Результаты вDTM
| Легенда к таблице |                                                                    |
| --- | ------------------------------------------------------------------ |
| В таблице перечислены результаты всех Гран-при Формулы-1, в которых принимал участие гонщик. Строками таблицы являются сезоны, столбцами — этапы чемпионата мира. В каждой клетке указаны сокращённое название этапа и результат, дополнительно обозначенный цветом. Расшифровка обозначений и цветов представлена в нижеследующей таблице. |                                                                    |
| \| Пример \| Описание \| \| ------------ \| ------------------------------------------------------------------ \| \| 1 \| Победитель \| \| 2 \| Второе место \| \| 3 \| Третье место \| \| 5 \| Финишировал, заработав очки \| \| Сход \| Не финишировал, но при этом заработал очки \| \| 12 \| Финишировал, не получив очков \| \| НКЛ \| Финишировал, но не попал в финальную классификацию \| \| 15 \| Участвовал вне зачёта, либо по отдельной классификации \| \| 18 \| Не финишировал, но попал в финальную классификацию \| \| Сход \| Не финишировал \| \| НКВ \| Не прошёл квалификацию \| \| НПКВ \| Не прошёл предквалификацию \| \| ДСК \| Дисквалифицирован \| \| ИСК \| Исключён из протокола соревнований \| \| ТТ \| Заявлен для участия только в тренировках \| \| НС \| Участвовал в квалификации, но не стартовал в гонке \| \| Т \| Травмирован или болен \| \| ОТК \| Отказ от участия \| \| НТР \| Прибыл на соревнования, но на трассу не выезжал \| \| НПР \| Был заявлен в числе участников, но не прибыл к началу соревнований \| \| О \| Соревнования отменены \| \| \| Не участвовал \| \| Поул-позиция \| \| \| Быстрый круг \| \| |                                                                    |
| Пример | Описание                                                           |
| 1 | Победитель                                                         |
| 2 | Второе место                                                       |
| 3 | Третье место                                                       |
| 5 | Финишировал, заработав очки                                        |
| Сход | Не финишировал, но при этом заработал очки                         |
| 12 | Финишировал, не получив очков                                      |
| НКЛ | Финишировал, но не попал в финальную классификацию                 |
| 15 | Участвовал вне зачёта, либо по отдельной классификации             |
| 18 | Не финишировал, но попал в финальную классификацию                 |
| Сход | Не финишировал                                                     |
| НКВ | Не прошёл квалификацию                                             |
| НПКВ | Не прошёл предквалификацию                                         |
| ДСК | Дисквалифицирован                                                  |
| ИСК | Исключён из протокола соревнований                                 |
| ТТ | Заявлен для участия только в тренировках                           |
| НС | Участвовал в квалификации, но не стартовал в гонке                 |
| Т | Травмирован или болен                                              |
| ОТК | Отказ от участия                                                   |
| НТР | Прибыл на соревнования, но на трассу не выезжал                    |
| НПР | Был заявлен в числе участников, но не прибыл к началу соревнований |
| О | Соревнования отменены                                              |
| | Не участвовал                                                      |
| Поул-позиция |                                                                    |
| Быстрый круг |                                                                    |

| Год  | Команда                                    | Машина                     | 1      | 2       | 3       | 4        | 5         | 6        | 7         | 8        | 9        | 10       | 11      | 12        | 13      | 14        | 15        | 16      | 17      | 18      | Место | Очки |
| ---- | ------------------------------------------ | -------------------------- | ------ | ------- | ------- | -------- | --------- | -------- | --------- | -------- | -------- | -------- | ------- | --------- | ------- | --------- | --------- | ------- | ------- | ------- | ----- | ---- |
| 2007 | Persson Motorsport                         | AMG-Mercedes C-Klasse 2005 | ХОК 5  | ОШР 2   | ЛАУ 2   | БРХ сход | НОР 15    | МУД 3    | ЗАН 14    | НЮР 6    | БАР 3    | ХОК 8    |         |           |         |           |           |         |         |         | 5     | 32   |
| 2008 | HWA Team                                   | AMG-Mercedes C-Klasse 2008 | ХОК 13 | ОШР 4   | МУД 2   | ЛАУ 1    | НОР 5     | ЗАН 7    | НЮР 2     | БРХ 2    | БАР 1    | САР 2    | ХОК 2   |           |         |           |           |         |         |         | 2     | 71   |
| 2009 | HWA Team                                   | AMG-Mercedes C-Klasse 2009 | ХОК 5  | ЛАУ 4   | НОР 7   | ЗАН 6    | ОШР 4     | НЮР сход | БРХ 1     | БАР 7    | ДИЖ 2    | ХОК 3    |         |           |         |           |           |         |         |         | 3     | 45   |
| 2010 | HWA Team                                   | AMG-Mercedes C-Klasse 2009 | ХОК 4  | ВАЛ 5   | ЛАУ 2   | НОР 10   | НЮР 2     | ЗАН 2    | БРХ 1     | ОШР 1    | ХОК 1    | АДР 9    | ШАН 2   |           |         |           |           |         |         |         | 1     | 71   |
| 2014 | HWA Team                                   | DTM AMG Mercedes C-Coupé   | ХОК 14 | ОШР 4   | ХУН 18  | НОР 15   | МСК сход  | ШПИ 18   | НЮР 4     | ЛАУ сход | ЗАН сход | ХОК 4    |         |           |         |           |           |         |         |         | 15    | 36   |
| 2015 | HWA AG                                     | DTM AMG Mercedes C-Coupé   | ХОК1 3 | ХОК2 22 | ЛАУ1 14 | ЛАУ2 15  | НОР1 сход | НОР2 6   | ЗАН1 сход | ЗАН2 14  | ШПИ1 3   | ШПИ2 9   | МСК1 14 | МСК2 15   | ОШР1 13 | ОШР2 6    | НЮР1 12   | НЮР2    | ХОК1 4  | ХОК2 4  | 8     | 90   |
| 2016 | Mercedes-Benz DTM Team HWA II              | Mercedes-AMG C63 DTM       | ХОК1 4 | ХОК2 1  | ШПИ1 7  | ШПИ2 15  | ЛАУ1 13   | ЛАУ2 21† | НОР1 3    | НОР2 4   | ЗАН1 15  | ЗАН2 8   | МСК1 2  | МСК2 20   | НЮР1 6  | НЮР2 сход | ХУН1 сход | ХУН2 13 | ХОК1 10 | ХОК2 3  | 5     | 116  |
| 2017 | Mercedes-AMG Motorsport SILBERPFEIL Energy | Mercedes-AMG C63 DTM       | ХОК1 8 | ХОК2 6  | ЛАУ1 16 | ЛАУ2 13  | ХУН1      | ХУН2 6   | НОР1 11   | НОР2 6   | МСК1 14  | МСК2 ДСК | ЗАН1 7  | ЗАН2 сход | НЮР1 2  | НЮР2      | ШПИ1 11   | ШПИ2 9  | ХОК1 14 | ХОК2 16 | 11    | 99   |

### Результаты вФормуле-1
| Легенда к таблице |                                                                    |
| --- | ------------------------------------------------------------------ |
| В таблице перечислены результаты всех Гран-при Формулы-1, в которых принимал участие гонщик. Строками таблицы являются сезоны, столбцами — этапы чемпионата мира. В каждой клетке указаны сокращённое название этапа и результат, дополнительно обозначенный цветом. Расшифровка обозначений и цветов представлена в нижеследующей таблице. |                                                                    |
| \| Пример \| Описание \| \| ------------ \| ------------------------------------------------------------------ \| \| 1 \| Победитель \| \| 2 \| Второе место \| \| 3 \| Третье место \| \| 5 \| Финишировал, заработав очки \| \| Сход \| Не финишировал, но при этом заработал очки \| \| 12 \| Финишировал, не получив очков \| \| НКЛ \| Финишировал, но не попал в финальную классификацию \| \| 15 \| Участвовал вне зачёта, либо по отдельной классификации \| \| 18 \| Не финишировал, но попал в финальную классификацию \| \| Сход \| Не финишировал \| \| НКВ \| Не прошёл квалификацию \| \| НПКВ \| Не прошёл предквалификацию \| \| ДСК \| Дисквалифицирован \| \| ИСК \| Исключён из протокола соревнований \| \| ТТ \| Заявлен для участия только в тренировках \| \| НС \| Участвовал в квалификации, но не стартовал в гонке \| \| Т \| Травмирован или болен \| \| ОТК \| Отказ от участия \| \| НТР \| Прибыл на соревнования, но на трассу не выезжал \| \| НПР \| Был заявлен в числе участников, но не прибыл к началу соревнований \| \| О \| Соревнования отменены \| \| \| Не участвовал \| \| Поул-позиция \| \| \| Быстрый круг \| \| |                                                                    |
| Пример | Описание                                                           |
| 1 | Победитель                                                         |
| 2 | Второе место                                                       |
| 3 | Третье место                                                       |
| 5 | Финишировал, заработав очки                                        |
| Сход | Не финишировал, но при этом заработал очки                         |
| 12 | Финишировал, не получив очков                                      |
| НКЛ | Финишировал, но не попал в финальную классификацию                 |
| 15 | Участвовал вне зачёта, либо по отдельной классификации             |
| 18 | Не финишировал, но попал в финальную классификацию                 |
| Сход | Не финишировал                                                     |
| НКВ | Не прошёл квалификацию                                             |
| НПКВ | Не прошёл предквалификацию                                         |
| ДСК | Дисквалифицирован                                                  |
| ИСК | Исключён из протокола соревнований                                 |
| ТТ | Заявлен для участия только в тренировках                           |
| НС | Участвовал в квалификации, но не стартовал в гонке                 |
| Т | Травмирован или болен                                              |
| ОТК | Отказ от участия                                                   |
| НТР | Прибыл на соревнования, но на трассу не выезжал                    |
| НПР | Был заявлен в числе участников, но не прибыл к началу соревнований |
| О | Соревнования отменены                                              |
| | Не участвовал                                                      |
| Поул-позиция |                                                                    |
| Быстрый круг |                                                                    |

| Сезон | Команда                 | Шасси             | Двигатель                      | Ш | 1      | 2        | 3        | 4        | 5        | 6      | 7      | 8      | 9        | 10       | 11       | 12       | 13     | 14       | 15     | 16     | 17     | 18     | 19     | 20     | Место | Очки |
| ----- | ----------------------- | ----------------- | ------------------------------ | - | ------ | -------- | -------- | -------- | -------- | ------ | ------ | ------ | -------- | -------- | -------- | -------- | ------ | -------- | ------ | ------ | ------ | ------ | ------ | ------ | ----- | ---- |
| 2010  | Force India F1 Team     | Force India VJM03 | Mercedes FO 108X 2,4 V8        | B | БАХ    | АВС тест | МАЛ тест | КИТ тест | ИСП тест | МОН    | ТУР    | КАН    | ЕВР тест | ВЕЛ тест | ГЕР      | ВЕН тест | БЕЛ    | ИТА тест | СИН    | ЯПО    | КОР    | БРА    | АБУ    |        | —     | 0    |
| 2011  | Force India F1 Team     | Force India VJM04 | Mercedes FO 108X 2,4 V8        | P | АВС 10 | МАЛ 10   | КИТ 11   | ТУР Сход | ИСП 12   | МОН 12 | КАН 18 | ЕВР 14 | ВЕЛ 15   | ГЕР 13   | ВЕН 7    | БЕЛ 11   | ИТА 8  | СИН 6    | ЯПО 12 | КОР 10 | ИНД 13 | АБУ 9  | БРА 8  |        | 13    | 27   |
| 2012  | Force India F1 Team     | Force India VJM05 | Mercedes FO 108X 2,4 V8        | P | АВС 10 | МАЛ 7    | КИТ 12   | БАХ 6    | ИСП 14   | МОН 7  | КАН 11 | ЕВР 7  | ВЕЛ Сход | ГЕР 11   | ВЕН 12   | БЕЛ 10   | ИТА 8  | СИН 4    | ЯПО 12 | КОР 12 | ИНД 12 | АБУ 9  | США 15 | БРА 19 | 14    | 46   |
| 2013  | Force India F1 Team     | Force India VJM06 | Mercedes FO 108X 2,4 V8        | P | АВС 8  | МАЛ Сход | КИТ 8    | БАХ 4    | ИСП 7    | МОН 9  | КАН 7  | ВЕЛ 9  | ГЕР 11   | ВЕН 18   | БЕЛ Сход | ИТА Сход | СИН 20 | КОР Сход | ЯПО 11 | ИНД 8  | АБУ 6  | США 15 | БРА 11 |        | 12    | 48   |
| 2017  | Williams Martini Racing | Williams FW40     | Mercedes M08 EQ Power+ 1,6 V6T | P | АВС    | КИТ      | БАХ      | РОС      | ИСП      | МОН    | КАН    | АЗЕ    | АВТ      | ВЕЛ      | ВЕН Сход | БЕЛ      | ИТА    | СИН      | МАЛ    | ЯПО    | США    | МЕК    | БРА    | АБУ    | —     | 0    |